# エルフの涙
『エルフの涙』（エルフのなみだ）は、Aqua Timezの6枚目のオリジナル・アルバム。2014年8月27日にEpic Records Japanから発売された。

## 概要
前作『because you are you』から約2年ぶりのフル・アルバム。
初回生産限定盤には「エデン」・「手紙返信」・「ヒナユメ」の3曲のミュージック・ビデオ、「Special Movie ～Recording Documentary～」 が収録されたDVDが付属。
今回は、Aqua Timezオフィシャルサイト「team AQUA」の会員限定盤が初めて発売され、CDにボーナス・トラックとしてタランチュラの「アイトワニ」、DVDは3月に開催された「The FANtastic Tour 2014」ダイジェストと、特典映像を収録。

## CD帯キャッチコピー
通常盤：「怖がらなくていい、明日の事は明日向き合えばいい。」
初回限定盤：「この前向きさに、君を巻き込む。」
teamAqua盤：「勇気は持っていても仕方ない、勇気は出すものだ。」

## 収録曲
1・7作詞：太志／作曲：OKP-STAR
9作詞：太志・OK.Joe
14作詞・作曲OK.Joe
特記以外作詞・作曲：太志

### CD
1. アダムの覚悟 [4:36]
2. イヴの結論 [5:06]
team AQUA会員限定ライブ「The FANtastic Tour 2014」にて先行披露された。初披露時、タイトルは付いていなかった。
3. ヒナユメ [4:19]
本作のリード曲。日本テレビ系『ミュージックドラゴン』パワープレイ。
タイトル「ヒナユメ」は太志のソロツアーのタイトルにもなった「青い空」の一節「ひなたにユメを散らかして」の略。
4. エデン [5:27]
16thシングル。MBS・TBS系アニメ『マギ』エンディングテーマ
5. オムレット [3:37]
6. 赤い屋根の見える丘へ [4:15]
仮タイトルは「ヒナギクの道」。
7. 滲み続ける絵画 [3:16]
8. ゴールドメダル [4:42]
9. hey my men  feat.OK.Joe [3:28]
太志のMV撮影に向けての心情を歌った曲。
曲中のラーメンをすする音は、太志が実際にラーメンを食した音を収録。
10. Fly Fish [3:01]
11. The FANtastic Journey [3:22]
16thシングル「エデン」収録曲。
12. 手紙返信 [3:37]
3rd配信限定シングル。
13. エルフの涙 [3:53]
子供が大人になっていく過程を歌っており、この曲の主人公はラストのサビで完全な大人になる。
14. アイトワニ／タランチュラ（teamAQUA盤のみのボーナス・トラック）
タランチュラとは、「The FANtastic Tour2012」東京公演の際に対バンを行ったという設定。
ボーカル兼ギター「OK.Joe」、ベース「Die'A'Monde」、ドラム「タッスィー（タが丸で囲まれている）」からなるスリーピースバンド。
「The FANtastic Tour2014」でも共演した。

### DVD（初回生産限定盤のみ）
1. エデン（Music Video）
2. 手紙返信（Music Video）
3. ヒナユメ（Music Video）
4. ～Recording Documentary～

### DVD（team AQUA限定盤のみ）
1. 2014年3月開催ファンクラブツアー「The FANtastic Tour 2014」ダイジェスト映像
2. bay fmレギュラー出演ラジオ番組「アクアトレイン」収録オフショット
3. 「エルフの涙」曲順決定ミーティングの模様
4. ～タランチュラとは?～

## 演奏
- akkin
  - Arrangement (#1.2.3.5.12.13)
  - Strings Arrangement (#12.13)
- 末光篤：Arrangement (#4)
- 辻剛：Arrangement (#11)
- 弦一徹：Strings Arrangement (#4)
- 弦一徹ストリングス：Strings (#4)
- 岡村美央ストリングス：Strings (#12.13)
- クラッシャー木村：Violin (#6)